# شهرستان مونرو (آیووا)
شهرستان مونرو، آیووا (به انگلیسی: Monroe County, Iowa) شهرستانی در ایالات متحده آمریکا است که در آیووا واقع شده‌است.